# 北山街道 (延吉市)
北山街道，是中华人民共和国吉林省延边朝鲜族自治州延吉市下辖的一个乡镇级行政单位，街道办事处位于太平街285号。

## 历史
延吉市北山街道成立于1981年10月。1997年，所辖面积扩至4.4万平方公里。2006年，小营镇光进村的第1、2、3、4、5、6村民小组、依兰镇兴安村的第4、6、8村民小组和东兴村的第1村民小组被划入北山街道，下辖面积增至6.6万平方公里。2006年，北山街道举办了第一届邻居节活动，之后每年举办一次，屡次受到中国中央电视台等媒体的报道。2018年1月，北山街道下辖的丹英社区被中央精神文明建设指导委员会评为第五届全国文明单位。

## 现况
北山街道位于延吉市市区北部，辖区面积约为6.6平方公里，下辖以下社区：丹延社区、丹山社区、丹明社区、丹英社区、丹虹社区、丹岭社区、丹华社区、丹春社区、丹光社区、丹吉社区和丹进社区。目前，北山街道内常住人口共31032户，共计65788人。北山街道内共设有2个小学，分别为北山小学（汉）、延北小学（朝）。设有2个初中，分别为延吉市第九中学（汉）、延吉市第十中学（朝）。设有3个高中，分别为延边第一中学（朝）、延边第二中学（汉）和延吉市第一高级中学（汉）。